# 宣誓书
宣誓书，香港稱誓章（英語：affidavit），澳門稱陳述或證言（葡萄牙語：depoimento），是指宣誓人在由合法主持人主持的宣誓儀式上自愿作出的事实书面陈述。宣誓人在宣誓書上列出自己所了解的事實。公證人要在場見證宣誓人在此類書面陈述上簽名。誓章是一种经过核实的声明，在司法訴訟時可以作為證據。一旦宣誓人在宣誓書中做出虛假陳述，宣誓人會被檢察機關以偽證罪起訴。